# 王印祥
王印祥（1965年2月10日—），美国籍，生于中华人民共和国河北省邯郸地区，贝达药业联合创始人、前总裁，加科思药业创始人、执行董事、首席执行官兼董事长。

## 生平

### 早年
王印祥生于河北邯郸的农村家庭。他的父母都不识字。他是家中八个孩子里最小的一个。1980年，王印祥高中毕业，考入沧州卫生学校公共卫生专业。按照政策，1983年中专毕业时，他被分配到邯郸地区防疫站。1985年，他离开防疫站，到河北省职工医学院（今河北大学医学院）公共卫生医师班学习，1988年毕业，拿到大专文凭。之后，他考取了中国预防医学科学院硕士研究生，1989年入学，1992年获环境毒理学硕士学位，学位论文题目为《铅对机体免疫功能的影响及其作用机制的初步探讨》，导师为尹先仁、王德斌。读硕士期间，他接触了肿瘤学研究，在中国医学科学院肿瘤研究所完成了毕业论文。毕业当年，他到北京医科大学基础医学院免疫学教研室担任教师。一年后，他赴美留学，到阿肯色大学医学院攻读生物化学专业博士，1999年获得学位，博士论文题目为《细胞周期蛋白G1结合蛋白1的分子克隆与表征》（Molecular cloning and characterization of Cyclin G1 Binding Protein 1 (CGBP1)）。同年，他到耶鲁大学分子生物物理和生物化学系安东尼·科勒斯克（Anthony Koleske）的实验室做博士后，研究靶向抗癌药物。

### 贝达药业
做博士后期间，他结识了张晓东，两人产生了开公司、合作研发靶向抗癌药的想法。但是，他们难以在美国获得投资。博士后出站后，王印祥拿到了美国食品药品监督管理局下属某研究所的工作机会。然而，他觉得那里的工作前景相当乏味。2003年初，王印祥辞去工作，返回中国大陆，加入其同学丁列明在杭州市注册的浙江贝达药业有限公司。丁列明任董事长，王印祥任总裁兼首席科学家。张晓东在美国康涅狄格州注册的创新医药公司（Beta Pharma Inc.）以张晓东发明的埃克替尼原始分子BPI-2009H合成技术入股，成为贝达药业的股东之一。2011年，贝达药业研发的治疗肺癌的药物盐酸埃克替尼（商品名：凯美纳）获得国家食品药品监督管理局批准上市，凯美纳成为中华人民共和国具有完全自主知识产权的第一种小分子靶向抗癌创新药。这一成果后来获得了国家科技进步奖一等奖。2012年，他入选了中共中央组织部第七批“千人计划”。2016年11月，贝达药业股份有限公司在深圳证券交易所创业板上市。

### 加科思
2015年，王印祥创办北京加科思新药研发有限公司，担任董事长。加科思公司主要从事抗肿瘤创新药的研发。2017年8月，他辞去贝达药业总裁一职。2020年12月22日，加科思在香港交易所上市。据招股书，加科思尚无获得批准上市的药品，3款产品处于临床试验阶段。